# Карл Браунштайнер
Карл Браунштайнер (нім. Karl Braunsteiner, 27 жовтня 1891 — 19 квітня 1916, Ташкент, Російська імперія) — австрійський футболіст, що грав на позиції захисника. Учасник літніх Олімпійських ігор у 1912 році.

## Біографія
У дорослому футболі дебютував 1911 року. У вересні його «Вінер Шпорт-Клуб» став переможцем останнього розіграшу Кубка виклику. Молодий гравець виходив на поле в іграх початкових раундів, а у фіналі його більш досвідчені товариші здобули переконливу перемогу над «Ференцварошем» (3:0). З того сезону почали проводитись першості Віденської ліги. У першому турнірі клуб став другим, а наступного року — третім. Всього за три сезони провів 43 лігових матчів і забив 16 м'ячів.
| Сезон  | Команда            | Чемпіонат | Чемпіонат | Чемпіонат |
| Сезон  | Команда            | Ліга      | Ігри      | Голи      |
| ------ | ------------------ | --------- | --------- | --------- |
| 1912   | «Вінер Шпорт-Клуб» | Д-1       | 13        | 1         |
| 1913   | «Вінер Шпорт-Клуб» | Д-1       | 15        | 7         |
| 1914   | «Вінер Шпорт-Клуб» | Д-1       | 15        | 8         |
| Усього | Усього             | Усього    | 43        | 16        |

У складі національної збірної дебютував 5 травня 1912 року. У Відні господарі поля зіграли внічию з найпринциповішим суперником, командою Угорщини: в середині першого тайму гол забив Шандор Боднар, а Адольф Фішера зрівняв рахунок за три хвилини до фінального свистка. Одного матчу виявилося достатньо для поїздки на Олімпійські ігри до Стокгольма.
У першому раунді олімпійського турніру була здобута переконлива перемога над німцями, а в наступному — поразка від команди Нідерландів і участь у змаганні «невдах», що розігрували місця з 5-го по 11-е. Збірна Австрії завершила Олімпіаду на шостій позиції, а Карл Браунштайнер брав участь у всіх матчах.
Протягом наступних двох років, за національну команду зіграв ще два поєдинки — проти збірних Італії і Угорщини.
| № | Дата       | Турнір  | Господарі | Рахунок | Гості      |
| - | ---------- | ------- | --------- | ------- | ---------- |
| 1 | 05.05.1912 |         | Австрія   | 1:1     | Угорщина   |
| 2 | 29.06.1912 | ОІ-1912 | Австрія   | 5:1     | Німеччина  |
| 3 | 30.06.1912 | ОІ-1912 | Австрія   | 1:3     | Нідерланди |
| 4 | 01.07.1912 | ОІ-1912 | Австрія   | 1:0     | Норвегія   |
| 5 | 03.07.1912 | ОІ-1912 | Австрія   | 5:1     | Італія     |
| 6 | 05.07.1912 | ОІ-1912 | Австрія   | 0:3     | Угорщина   |
| 7 | 22.12.1912 |         | Італія    | 1:3     | Австрія    |
| 8 | 03.05.1914 |         | Австрія   | 2:0     | Угорщина   |

На початку Першої світової війни був мобілізований до артилерійського полку і направлений на Східний фронт. Брав участь в обороні потужної Перемишльської фортеці, яку російські війська намагалися здобути з вересня 1914 по березень 1915 року. 22 березня, зморені голодом та хворобами, понад 100 000 австрійських солдатів і командування перемишльського гарнізону капітулювали. Більшість з них не витримали жахливих умов у російських таборах для військовополоненних. Карл Брайнштайнер помер 19 квітня 1916 року у Ташкенті від тифу.